# زينب حمود
زينب حمود(شاعرة وكاتبة صحافية وفنانة تشكيلية

## توضيح
هناك أكثر من امرأة معروفة تحمل نفس الاسم:
1. زينب حمود (موضوع هذه الترجمة) وهي كاتبة وشاعرة وفنانة تشكيلية لبنانية الأصل.
2. زينب حمود، قاضية لبنانية في ديوان المحاسبة

## سيرتها
ولدت في بلدة تبنين، إحدى قرى جبل عامل في الجنوب اللبناني وعاشت فترة من الزمن في عمان - الأردن.
كتبت في جريدة «السياسة الكويتية»، و«الأنوار اللبنانية» في مجال الثقافة والأدب، وهي فنانة تشكيلية كذلك أخوها محمد حمود، وقد شاركت في لبنان في العديد من المعارض 

## مؤلفاتها[1]
1. كلمات على شفاه الجنوب
2. أعلام الثقافة اللبنانية
3. وجوه من جبل عامل
4. الوجه الآخر لهم
5. أدباء رحلوا
6. بانوراما الفن التشكيلي في لبنان.
7. خمس (5) دواوين شعر